# XY Persei
XY Persei (XY Per / HD 275877 / HIP 17890) es una estrella binaria en la constelación de Perseo de magnitud aparente +9,44. Se encuentra aproximadamente a 1130 años luz del sistema solar.
La componente principal del sistema XY Persei está catalogada como gigante luminosa de tipo espectral A2II.
Es una estrella Herbig Ae, una estrella pre-secuencia principal en fase de crecimiento aún incorporando material del exterior.
Es extremadamente joven, siendo su edad aproximada 2,5 millones de años.
Con una temperatura efectiva de 9750 K, posee una masa 2,8 veces mayor que la del Sol y su luminosidad actual es 86 veces superior a la luminosidad solar.
Gira sobre sí misma con una velocidad de rotación de al menos 200 km/s.
Su metalicidad —abundancia relativa de elementos más pesados que el helio— parece ser algo más elevada que la solar ([Fe/H] ≈ +0,80).
En cuanto a la estrella acompañante, parece ser de tipo A2-A5. Se encuentra visualmente a 1,33 segundos de arco de XY Persei A.
XY Persei es una variable Orión cuyas variaciones de luminosidad son irregulares y eruptivas.
La amplitud de la variación es de 1,2 magnitudes.